# 828 Ліндеманнія
828 Ліндеманнія (828 Lindemannia) — астероїд головного поясу, відкритий 29 серпня 1916 року.
Тіссеранів параметр щодо Юпітера — 3,196.
Назва астероїда пов'язана з іменем Адольфа Ліндеманна (1846-1927), британського астронома-любителя, німця за походженням, інженера і бізнесмена.